# Mykola Chrjapa
Mykola Volodymyrovytsj Chrjapa (Oekraïens: Микола Володимирович Хряпа) (Kiev, 7 juni 1979 – Saratov, 27 juni 2024) was een professionele basketbalspeler die speelde voor het nationale team van Oekraïne. Hij is de oudere broer van Viktor Chrjapa. Hij werd Master of sport van internationale klasse van Rusland in 2004.

## Carrière
Chrjapa begon zijn profcarrière bij Avtodor Saratov in Rusland in 1998. In 2001 stapte hij over na MBK Odessa. Met dit team werd hij Landskampioen van Oekraïne in 2002. In 2002 verhuisde hij naar Ural-Great Perm in Rusland. In 2003 ging hij naar UNICS Kazan. Met die club won hij de FIBA Europe League in 2004. In 2004 verhuisde hij naar BK Kiev maar keerde halverwege het seizoen terug naar UNICS Kazan. In 2006 verhuisde hij naar Boedivelnik Kiev.
Chrjapa speelde met Oekraïne op het Europees Kampioenschap in 2001 en 2003.
Chrjapa stierf op 27 juni 2024 in het Russische Saratov.

## Erelijst
- Landskampioen Oekraïne: 1
  - Winnaar: 2002
- Landskampioen Rusland:
  - Tweede: 2003, 2004
- FIBA Europe League: 1
  - Winnaar: 2004